# Funaria subulata
Funaria subulata là một loài Rêu trong họ Funariaceae. Loài này được (E.B. Bartram) W. Schultze-Motel mô tả khoa học đầu tiên năm 1963.